# 王家賓 (萬曆丁未進士)
王家賓（1570年—？），字尚之，號觀陽，山西辽州（今左权县）軍籍陕西高陵县人，是一名明朝政治人物。
 

## 生平
万历二十八年（1600年）庚子科山西乡试第三名举人，三十五年（1607年）丁未科進士，兵部觀政，三十八年授行人司行人，四十六年升户部主事。

## 家族
曾祖王釗。祖父王澄。父王彦光。母原氏。慈侍下。兄應朋。弟家憲、家训（儒官）。